# Lamar Hunt U.S. Open Cup de 2010
A Lamar Hunt U.S. Open Cup de 2010 foi a 97ª temporada da competição futebolística mais antiga dos Estados Unidos. Seattle Sounders FC entra na competição defendendo o título.
O campeão da competição foi o Seattle Sounders FC, conquistando seu segundo título, e o vice campeão foi o Columbus Crew SC.

## Participantes
| Entram na Primeira Fase                                                                                            | Entram na Primeira Fase | Entram na Primeira Fase | Entram na Terceira Fase |
| USASA 6 Times | NPSL/PDL 3 Times/8 Times | USSF D-2/USL Second Division 9 Times/6 Times | MLS 8 Times |
| USASA - Brooklyn Italians - New York Pancyprian-Freedoms - KC Athletics - Detroit United - CASL Elite - Legends FC | NPSL - Arizona Sahuaros - Bay Area Ambassadors - Sonoma County Sol PDL - Kitsap Pumas - Reading United - Ventura County Fusion - Long Island Rough Riders - Dayton Dutch Lions - Des Moines Menace - DFW Tornados - Central Florida Kraze | USSF D-2 - Austin Aztex FC - Carolina RailHawks - Crystal Palace Baltimore - Miami FC - NSC Minnesota Stars - Portland Timbers - Rochester Rhinos - AC St. Louis - FC Tampa Bay USL Second Division - Charleston Battery - Charlotte Eagles - Harrisburg City Islanders - Pittsburgh Riverhounds - Real Maryland Monarchs - Richmond Kickers | - Chicago Fire - Chivas USA - Columbus Crew - Houston Dynamo - Los Angeles Galaxy - Seattle Sounders FC - New York Red Bulls - D.C. United |

## Premiação
| Lamar Hunt U.S. Open Cup de 2010       |
| -------------------------------------- |
| SEATTLE SOUDERS FC Campeão (2º título) |